# Биддер, Джордж Паркер
Джордж Паркер Биддер (англ. George Parker Bidder; 13 июня 1806 — 20 сентября 1878) — британский инженер, архитектор и феноменальный счётчик.

## Биография
Родился в Мортонхэмпстеде, Девон, 13 июня 1806 года в семье каменщика по имени Уильям Биддер. С детства отличался необыкновенными способностями к устным вычислениям, ввиду чего его отец привозил его на ярмарки, сначала местные, а после достижения им шестилетнего возраста — и по всей стране, где желающие, предварительно заплатив, могли испытать необычайные способности ребёнка. Его талант приносил отцу прибыль, однако его образованием как таковым в семье пренебрегали.
Тем не менее, талантливого мальчика заметил физик и астроном Джон Гершель, который забрал его от отца и устроил в школу в Камбервелле, откуда он был вскоре забран отцом, желавшим продолжать зарабатывать на нём деньги, назад. Однако благодаря вмешательству Генри Жардина он был снова избавлен от своего отца, на этот раз уже навсегда, и смог посещать лекции в Эдинбургском университете.

## Карьера
После окончания университета в 1824 году он стал военным топографом, но постепенно погрузился в инженерную работу. В 1834 году Роберт Стефенсон, с которым он познакомился в Эдинбурге, предложил ему работу в Лондоне в железнодорожной компании «London and Birmingham Railway», где в последующие два года он начал помогать Джорджу Стефенсону в его  деятельности, который в то время разрабатывал схемы железных дорог между Лондоном и Брайтоном и между Манчестером и Рэгби через Поттерис.
Впоследствии Джордж стал изобретателем или новатором сразу в нескольких областях техники: методах железнодорожных перевозок, гидротехнике, активно пропагандировал развитие электрического телеграфа и траулеров на паровых двигателях.